# Öradtjärnen (Orsa socken, Dalarna, 681623-143854)
Öradtjärnen är en sjö i Orsa kommun i Dalarna och ingår i Dalälvens huvudavrinningsområde.